# Витебский государственный университет
Витебский государственный университет имени П. М. Машерова (бел. Віцебскі дзяржаўны універсітэт імя П. М. Машэрава) — научно-образовательный центр Беларуси, одно из старейших высших учебных заведений страны (первым из современных классических университетов республики получил статус вуза в 1918 году).

## История
Вопрос об открытии университета в Витебске стал подниматься в начале XX века. В 1903 году в Витебских губернских ведомостях была опубликована статья юриста и краеведа В. К. Стукалича «К вопросу об устройстве университета в Витебске». В этом же году Витебская городская управа и областной съезд сельских хозяев обратились к министру народного просвещения с ходатайством об открытии университета, предложив для строительства здания университета безвозмездно землю в районе дачи Билево-Сокольники и 600 тыс. руб., полученных посредством займа и пожертвований. Но попечитель Виленского учебного округа В. А. Попов посчитал это несвоевременным, хотя саму идею поддержал.
В 1910 году в Витебске был основан Витебский учительский институт, готовивший учителей для средней школы. Его первым директором стал педагог, историк и краевед Тихомиров, Клавдий Иванович
1 октября 1918 года учебное заведение было реформировано в Витебский педагогический институт, который стал первым вузом, действующим в республике после Октябрьской революции. В начале 1920-х годов он несколько раз менял название и реорганизовывался, а в 1924 году был объединён с Белорусским государственным университетом.
В 1930 году был воссоздан в виде индустриально-педагогического института, с 1933 года стал называться Витебским государственным педагогическим институтом. В 1934 году институту было присвоено имя С. М. Кирова. В 1935 году в его составе был создан учительский институт.
Во время Великой Отечественной войны корпуса института были разрушены, а многие преподаватели и студенты погибли на фронте или в партизанском движении. Несмотря на это, занятия в институте вновь начались уже в 1944 году.
После войны работа института была восстановлена к 1950-м годам. В это время, однако, были закрыты учительский институт и филологический факультет, а исторический факультет института был переведён в Могилёв. В 1960-е — 1970-е годы институт быстро развивался, открывались новые факультеты и увеличивался приём студентов.
В 1974 году ВГПИ имени С. М. Кирова переехал в новое здание по Московскому проспекту, где и по сей день находится главный корпус университета. В 1995 году ВГПИ им. С. М. Кирова был преобразован в Витебский государственный университет. В 2016 году в ВГУ открыта новая специальность «Биология и охрана природы». В 1998 году университету было присвоено имя его известного выпускника П. М. Машерова. В университете действует собственная научная библиотека.
14 октября 2013 года в автокатастрофе погиб ректор университета, доктор медицинских наук, профессор Александр Петрович Солодков.
С апреля 2014 по декабрь 2019 г. университет возглавлял кандидат юридических наук, доцент Алексей Владимирович Егоров.
С января 2020 г. ректором университета является доктор экономических наук, профессор Валентина Васильевна Богатырёва.
В 2020 году открыты три лаборатории: искусственного интеллекта; виртуальной и дополненной реальности; робототехники. Открыто шесть новых специальностей I и II ступеней высшего образования.
В ВГУ имени П. М. Машерова действует 15 научных школ.

## Символика

### Фирменный знак
Знак образован с помощью окружности в которую вписаны следующие элементы: изображение раскрытой книги и выходящего из неё пера, что вместе символизирует передачу знаний другим, лавровые ветви по обе стороны знака символизирующие славу, победу и мир, надписи «DOCENDO DISCIMUS» и «MCMX», которые обозначают «Обучая обучаемся» в переводе с латыни и 1910 год, год основания университета.
Цветовая палитра состоит из двух цветов — светло-синего и серого. Светло-синий цвет символизирует технологичность, инновационность, открытость и интеллект. Серый цвет символизирует надёжность и безопасность.

## Список ректоров ВГУ
- Андрей Романович Горбачёв (1963—1978)
- Виктор Никонович Виноградов (1978—1997)
- Аркадий Владимирович Русецкий (1997—2009)
- Александр Петрович Солодков (сентябрь 2009 года — 14 октября 2013 года)
- Василий Васильевич Малиновский (октябрь 2013 года — 17 марта 2014 года), и. о. ректора
- Алексей Владимирович Егоров (с 17 марта 2014 года по январь 2020)
- Валентина Васильевна Богатырёва (с 30 января 2020 года по настоящее время)